# Long Barrow von Nympsfield

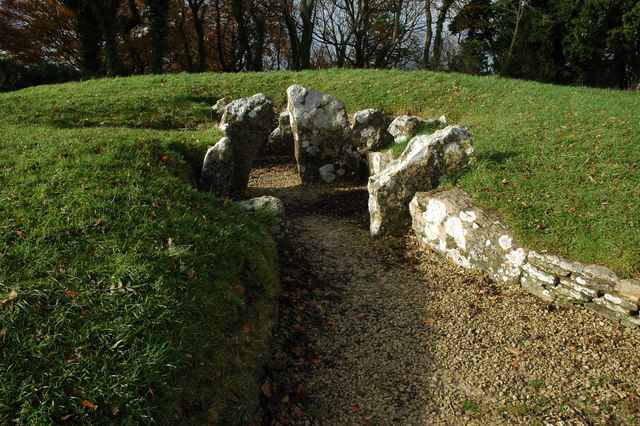
Longbarrow von Nympsfield

Der Long Barrow von Nympsfield (auch Frocester I genannt) liegt im „Coaley Peak Country Park“, nördlich des namensgebenden Dorfes, in Gloucestershire in England.

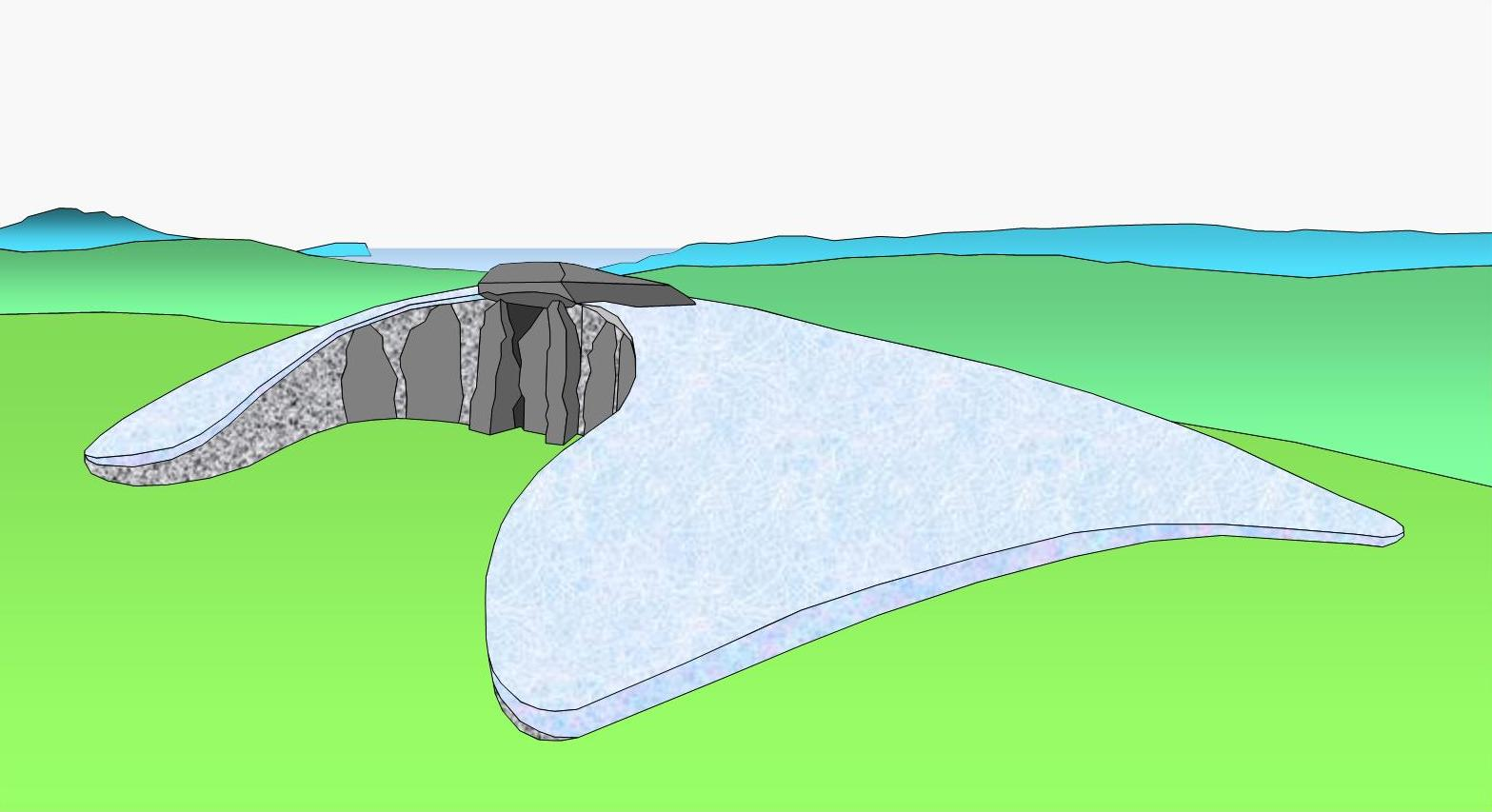
Schema Cotswold Severn Tomb

Die etwa 2800 v. Chr. mit einem trapezoiden Hügel errichtete Anlage vom Typ Cotswold Severn Tomb hat eine kreuzförmige Kammer aus Kalksteinblöcken. Die beiden Seitenkammern sind größer als die Stirnkammer. Alle Decksteine fehlen. In der nördlichen (Seiten)-Kammer war ein Bereich in Art eines Quartieres bzw. einer kleinen Steinkiste abgeteilt in der Leichenbrand von Kindern gefunden wurde. Der aus neolithischer Zeit stammende Hügel ist etwa 27,0 m lang, an der breiten Seite 18,0 m breit und nordwest-südost-orientiert. Eine Fassade und ein Vorhof, auf dem sich Feuerstellen und im Sperrmaterial Schweineknochen und -zähne fanden, waren anhand der Standspuren rekonstruierbar.
Die Anlage wurde seit dem Jahre 1862 mehrfach untersucht, zuletzt 1974 von A. Saville. Dabei wurden die Reste von 23 Menschen gefunden. Einige der Knochen waren vom Feuer angesengt. Spuren von Rötel, eine blattförmige Pfeilspitze und zerscherbte Keramik vom Typ „Ebbsfleet Ware“ wurden entdeckt. Quarzkieselsteine, wie sie für Anlagen dieses Typs charakteristisch sind, fanden sich an den Enden des Hügels. Die Funde der Ausgrabungen befinden sich im „Gloucester City Museum“. Die Anlage ist vergleichbar mit der von Notgrove und mit dem Uley Long Barrow. Auf einem steilen Sporn in der Nähe liegt das Uleybury Promontory Fort.
Eine weitere neolithische Grabstätte wurde etwa 200 m nördlich unter einem für das Neolithikum ungewöhnlichen Rundhügel entdeckt. Das 3,3 m lange und 1,35 m breite Soldier’s Grave (deutsch „Soldatengrab“) ist schiffsförmig, mit geradem Heck und spitzem Bug, in den Fels geschnitten worden. In dem nord-süd gerichteten Schiff lagen die Reste von mindestens 28 Toten zusammen mit zerscherbter Tonware und den Knochen von Rindern, Schweinen und Hunden. Das kahnförmige Grab deutet auf einen aus keltischen Legenden überlieferten Glauben daran, dass die Toten eine Reise zu einer Insel der Seligen im westlichen Meer machen.